# Burwood Highway
Der Burwood Highway ist eine wichtige Straßenverbindung durch die östlichen Vororte von Melbourne im Süden des australischen Bundesstaates Victoria. Er verbindet den CityLink und den Monash Freeway in Kooyong als Fortsetzung der Toorak Road mit der Belgrave Gembrook Road in Belgrave.

## Verlauf
Die Straße zweigt in Kooyong vom CityLink / Monash Freeway (M1) nach Osten als Fortsetzung der Toorak Road ab. Durch Burwood und Burwood East führt sie, vorbei am Knox-City-Einkaufszentrum, nach Knoxfield. Von dort setzt sie ihren Weg nach Ost-Südosten entlang der Südgrenze der Dandenongs fort. Über Upper Ferntree Gully erreicht sie schließlich Belgrave und endet.
Weiter nach Ost-Südosten setzt sich die Belgrave Gembrook Road an der Nordseite des Cardinia Reservoirs entlang.

## Bedeutung, Ausbauzustand und Nummerierung
Der Burwood Highway gilt als wichtigste Verbindungsstraße zwischen den Dandenongs und dem Zentrum von Melbourne.
Vom Monash Freeway / CityLink aus bis zur Warrigal Road (S15) ist die Straße vierspurig ausgebaut. Teilweise nutzt auch die Straßenbahn dieselbe Trasse. Ab die Warrigal Road verläuft sie sechsspurig mit Mittelstreifen, auf dem die Straßenbahnlinie 75 nach Vermont South fährt. Einige Kilometer vor Belgrave wird der Burwood Highway wieder schmäler.
Von der Toorak Road übernimmt der Burwood Highway die Bezeichnung Staatsstraße 26 (S26), die er bis kurz vor Belgrave trägt. Dort, wo der Mittelstreifen wegfällt und der Highway schmäler wird, ändert sich die Nummerierung auf C412. Nach Belgrave führt die Belgrave Gembrook Road diese Nummerierung fort.

## Wichtige Kreuzungen und Anschlüsse
| Burwood Highway |                             |                                                                                            |
| Anschlüsse Richtung Westen | Entfernung vom Freeway (km) | Anschlüsse Richtung Osten                                                                  |
| Ende Toorak Road (Burwood Highway) weiter als Toorak Road nach Toorak / South Yarra                                                                        | 0,0                         | Beginn Toorak Road (Burwood Highway) von der Toorak Road und vom Monash Freeway / CityLink |
| Melbourne, Geelong CityLink | 0,0                         | Beginn Toorak Road (Burwood Highway) von der Toorak Road und vom Monash Freeway / CityLink |
| Dandenong, Traralgon Monash Freeway | 0,0                         | Beginn Toorak Road (Burwood Highway) von der Toorak Road und vom Monash Freeway / CityLink |
| Tooronga Road | 0,5                         | Tooronga Road                                                                              |
| Caulfield, Camberwell Burke Road | 1,3                         | Camberwell, Caulfield Burke Road                                                           |
| Glen Iris Glen Iris Road | 2,6                         | Glen Iris Glen Iris Road                                                                   |
| Camberwell, Hawthorn Camberwell Road | 3,2                         | Camberwell Camberwell Road                                                                 |
| EISENBAHNLINIE NACH ALAMEIN | 3,4                         | EISENBAHNLINIE NACH ALAMEIN                                                                |
| Burwood | 5,0                         | Burwood                                                                                    |
| weiter als Toorak Road (Burwood Highway) | 5,0                         | Surrey Hills, Chadstone Warrigal Road                                                      |
| Oakleigh, Chadstone, Surrey Hills Warrigal Road | 5,0                         | weiter als Burwood Highway                                                                 |
| Doncaster Elgar Road | 6,2                         | Doncaster Elgar Road                                                                       |
| Huntingdale, Box Hill Station Street | 7,1                         | Box Hill, Huntingdale Station Street                                                       |
| Mount Waverley, Doncaster Middleborough Road | 8,2                         | Doncaster, Mount Waverley Middleborough Road                                               |
| Edithval, Blackburn Blackburn Road | 10,0                        | Blackburn, Edithvale Blackburn Road                                                        |
| Glen Waverley, Nunawading Springvale Road | 11,5                        | Nunawading, Glen Waverley Springvale Road                                                  |
| Wantirna, Bayswater Mountain Highway | 14,9                        | Wantirna, Bayswater Mountain Highway                                                       |
| Dandenong, Frankston; Ringwood, Melbourne EastLink | 15,4                        | Ringwood, Melbourne; Dandenong, Frankston EastLink                                         |
| Scoresby, Wantirna Stud Road | 17,6                        | Bayswater, Scoresby Stud Road                                                              |
| Wantirna South, (Knox City) | 18,2                        | Wantirna South, (Knox City)                                                                |
| Glen Waverley, Glen Iris High Street Road Lewis Road | 18,8                        | Lewis Road Scoresby High Street Road                                                       |
| Scoresby; Bayswater, Croydon Scoresby Road | 19,7                        | Bayswater, Scoresby Scoresby Road                                                          |
| Scoresby, Oakleigh Ferntree Gully Road Commercial Road | 21,6                        | Commercial Road Scoresby Ferntree Gully Road                                               |
| Boronia, Lilydale Dorset Road | 22,3                        | Boronia Dorset Road                                                                        |
| Lysterfield Glenfern Road | 22,7                        | Lysterfield, Narre Warren Glenfern Road                                                    |
| Lysterfield, Rowville Brenock Park Drive Ferntree Gully Selman Avenue                                                                                      | 23,4                        | Ferntree Gully Selman Avenue Lysterfield Brenock Park Drive                                |
| Upper Ferntree Gully | 24,9                        | Upper Ferntree Gully                                                                       |
| EISENBAHNLINIE NACH BELGRAVE | 25,3                        | EISENBAHNLINIE NACH BELGRAVE                                                               |
| Ende Beginn | 25,4                        | Olinda, Mount Dandenong Mount Dandenong Tourist Road                                       |
| Olinda, Mount Dandenong Mount Dandenong Tourist Road | 25,4                        | Ende Start                                                                                 |
| Rowville Glenfern Road | 28,1                        | Rowville Glenfern Road                                                                     |
| Belgrave | 29,6                        | Belgrave                                                                                   |
| Beginn Burwood Highway | 29,8                        | Ende Burwood Highway                                                                       |
| Kreisverkehr (im Uhrzeigersinn vom Highway aus) Terrys Avenue Monbulk Road nach Monbulk und Lilydale Belgrave-Gembrook Road nach Gembrook und Narre Warren |                             |                                                                                            |